# The Singles Collection Volume 1
The Singles Collection Volume 1 är en samlingsbox av det brittiska rockbandet Queen, utgiven i november 2008. Samlingsboxen innefattar bandets 13 första singlar som lyckades ta sig upp på en global topp 40-placering, inklusive B-sidor.

## Låtlista
Disc 1
1. "Keep Yourself Alive" – 3:49
2. "Son and Daughter" – 3:20

Disc 2
1. "Seven Seas of Rhye" – 2:51
2. "See What A Fool I've Been" – 4:29

Disc 3
1. "Killer Queen" – 3:02
2. "Flick of the Wrist" – 3:18

Disc 4
1. "Now I'm Here" – 4:15
2. "Lily of the Valley" – 1:40

Disc 5
1. "Bohemian Rhapsody" – 5:55
2. "I'm in Love with My Car" – 3:12

Disc 6
1. "You're My Best Friend" – 2:51
2. "'39" – 3:30

Disc 7
1. "Somebody to Love" – 4:58
2. "White Man" – 5:00

Disc 8
1. "Tie Your Mother Down" – 3:47
2. "You and I" – 3:25

Disc 9
1. "Good Old-Fashioned Lover Boy" – 2:58
2. "Death on Two Legs (Dedicated To...)" – 3:43
3. "Tenement Funster" – 2:55
4. "White Queen (As It Began)" – 4:34

Disc 10
1. "We Are the Champions" – 3:04
2. "We Will Rock You" – 2:02

Disc 11
1. "Spread Your Wings" – 4:35
2. "Sheer Heart Attack" – 3:25

Disc 12
1. "Bicycle Race" – 3:02
2. "Fat Bottomed Girls" – 3:23

Disc 13
1. "Don't Stop Me Now" – 3:31
2. "In Only Seven Days" – 2:31